# رامین حیدری فاروقی
رامین حیدری فاروقی (زادهٔ ۳۱ اردیبهشت ۱۳۴۵) در تهران، مستندساز، کارگردان، نویسنده و تهیه‌کننده است. وی در اوایل دهه هفتاد با رؤیا نونهالی (بازیگر) ازدواج کرده و یک دختر به نام «خاتون» دارد. 
وی مدرک کارشناسی کارگردانی و فوق لیسانس رشته پژوهش‌هنر دارد و تحصیلات خود را تا مقطع دکتری در رشته فلسفه ادامه داده است. رامین حیدری‌فاروقی رییس انجمن عالی هنرها و فنون سینمایی ایران، عضو شورای سیاست گذاری جشنواره سینما حقیقت و رییس هیات مدیره انجمن تهیه‌کنندگان مستند بوده است. 
وی علاوه بر فعالیت‌های ذکر شده، فیلمنامه نویسی و تدریس در دانشگاه، کارشناس امور راهبردی توسعه، نویسنده مقالات و نقد آثار نمایشی و پژوهشی، کارشناسی و اجرای برنامه‌های فرهنگی تلویزیونی را برعهده داشته است. 
فاروقی در سال ۱۳۹۵ مشغول به تحصیل در دورهٔ دکتری فلسفهٔ هنر در دانشکدهٔ هنر و معماری دانشگاه آزاد تهران شد. عنوان پایان نامهٔ دکتری او «اصالت و زیبایی در نقد تناقض و خلق تناسب اگزیستانسیل، از منظر هستی‌شناسی گابریل مارسل و خواجه شمس‌الدین محمد شیرازی» است. 

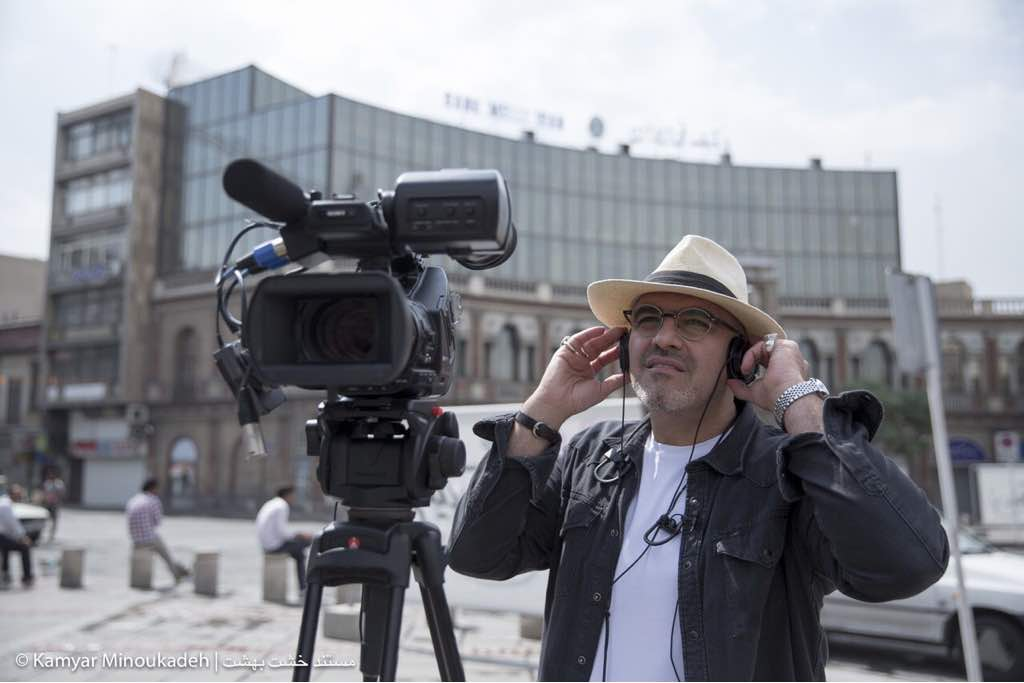
رامین حیدری فاروقی در پشت صحنه "خشت بهشت"

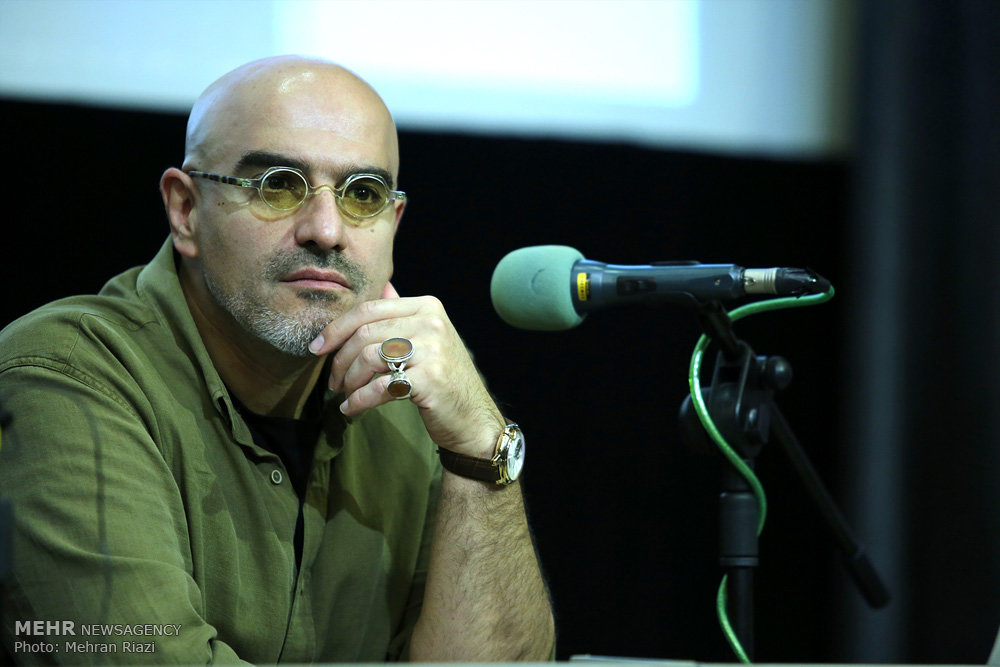
رامین حیدری فاروقی در نشست جشن مستقل سینمای مستند ایران

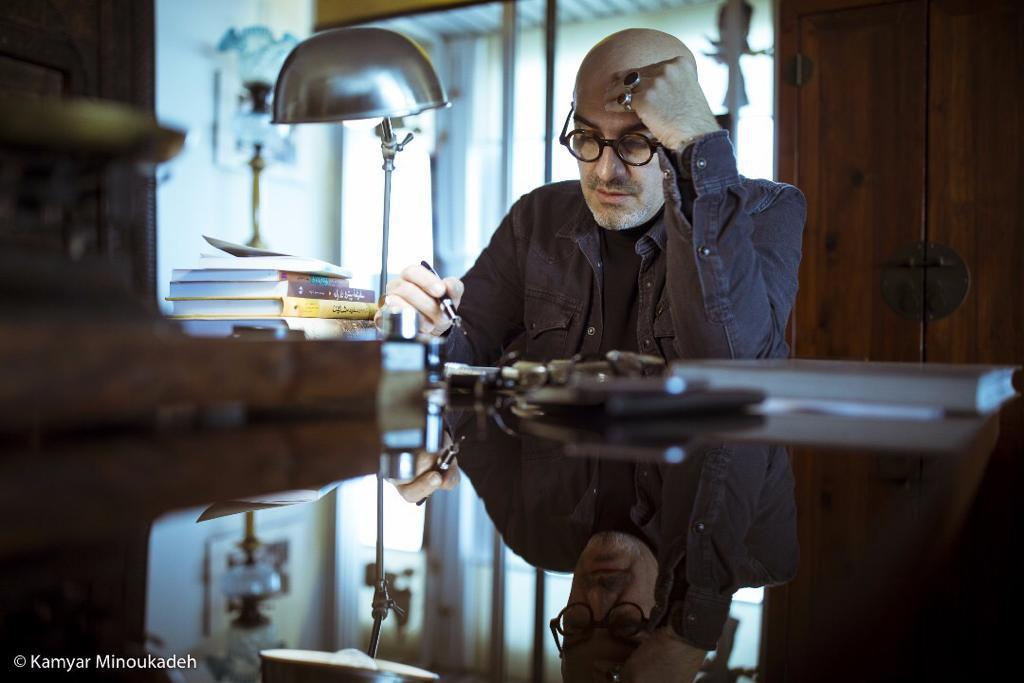
رامین حیدری فاروقی تهیه کننده و کارگردان

## فیلم‌شناسی
| نام اثر                     | موضوع                                                                           | سال ساخت  |
| --------------------------- | ------------------------------------------------------------------------------- | --------- |
| اشک افشان                   | ویدئوکلیپ                                                                       | ۱۳۷۳      |
| کاروان                      | ویدئوکلیپ                                                                       | ۱۳۷۳      |
| نوایی                       | ویدئوکلیپ                                                                       | ۱۳۷۴      |
| سرخ، سفید، سیاه             | ویدئوکلیپ (خواننده: علیرضا عصار)                                                | ۱۳۷۵      |
| انسان و اعتیاد              | مجموعه ویدئوکلیپ‌هایی با موضوع انسان و اعتیاد                                    | ۱۳۷۵      |
| رودی تا بهشت                | مجموعه مستند، ۲۶ قسمت ۳۰ دقیقه‌ای (شبه قاره هند)                                 | ۱۳۷۶      |
| خوره                        | ویدئوکلیپ (خواننده: خشایار اعتمادی)                                             | ۱۳۷۷      |
| گرد و آیینه                 | ویدئوکلیپ                                                                       | ۱۳۷۷      |
| روزی که نیست                | ویدئوکلیپ (خواننده: علیرضا عصار)                                                | ۱۳۷۷      |
| راهی                        | مجموعه تلویزیونی، ۱۰ قسمت ۳۰ دقیقه‌ای                                            | ۱۳۷۷      |
| ابر، باد، ماه               | مجموعه مستند، ۲۶ قسمت ۳۰ دقیقه‌ای                                                | ۱۳۷۸      |
| ویدئوکلیپ سرود بانک کشاورزی | ویدئوکلیپ (خواننده: خشایار اعتمادی)                                             | ۱۳۷۸      |
| گره                         | مجموعه مستند، ۲۶ قسمت ۳۰ دقیقه‌ای (فرش ایرانی)                                   | ۱۳۷۹      |
| اینجا آفریقاست              | مجموعه مستند، ۵۲ قسمت ۳۰ دقیقه‌ای (آفریقای جنوبی – زیمبابوه – تانزانیا – اتیوپی) | ۱۳۸۰      |
| شب شتاب‌ها                   | ویدئوکلیپ (خواننده: سینا سرلک)                                                  | ۱۳۸۱      |
| دیدار                       | مجموعه مستند، ۱۳ قسمت ۳۰ دقیقه‌ای                                                | ۱۳۸۴      |
| یا اخی                      | ویدئوکلیپ (ایران – امارات متحده عربی)                                           | ۱۳۸۴      |
| بگو تهران                   | ویدئوکلیپ (خواننده: رضا یزدانی)                                                 | ۱۳۸۵      |
| سفره ایرانی                 | مجموعه مستند «سفره ایرانی» با بازی رویا نونهالی                                 | ۱۳۸۷      |
| شرق، دیوار، آفتاب           | مجموعه مستند، ۲۶ قسمت ۴۰ دقیقه‌ای (چین)                                          | ۱۳۸۳–۱۳۸۴ |
| سرود بانک اقتصاد نوین       | ویدئوکلیپ (خواننده: علیرضا قربانی)                                              | ۱۳۹۵      |
| مستند خشت بهشت              | مجموعه مستند، ۲۶ قسمت ۳۵ دقیقه‌ای (ایران و ده‌ها شهر از قاره‌های مختلف جهان)       | ۱۳۸۸–۱۳۹۸ |
| افسانهٔ چشم‌هایت              | ویدئوکلیپ (خوانندگان: همایون شجریان – علیرضا قربانی)                            | ۱۳۹۸      |
| مستی مدام                   | ویدئوکلیپ (خواننده: همایون شجریان)                                              | ۱۴۰۱      |
| فوتبال و فلسفه              | مجموعه مستند ترکیبی، ۷ قسمت ۳۰ دقیقه ای                                         | ۱۴۰۱      |

## جوایز و فعالیت‌ها
- ۵سال و نیم رئیس هیئت مدیره انجمن صنفی تهیه‌کنندگان سینمای مستند [۱][۲]
- نخستین رئیس منتخب آکادمی خانه سینما[۳]
- برگزیده هیئت امنای دومین دوره نشان عالی خورشید[۴][۵][۶]
- مستند شرق، دیوار، آفتاب جایزه بهترین مستند تلویزیونی را دریافت کرد [۷]
- مستند خشت بهشت برای ابداع و اتبکار وتناسب میان کلام و تصویر و موسیقی تشویق شد [۸]
- داور جشنواره سینما حقیقت[۹]
- داور بخش مستند سی و پنجمین جشنواره فیلم فجر[۱۰]
- مجری نهمین جشن سینمای مستند به همراه همسرش[۱۱]
- سخنران تدکس ملاصدرا با موضوع راهنمای سفر آسان به بهشت۲۰۱۸ [۱۲]
- سخنران تدکس تهران با موضوع در ستایش تناقض ۲۰۲۱[۱۳]
- مهمان برنامه کتاب باز [۱۴]

## ویدیو کلیپ
وی از بانیان تولید ویدئوکلیپ در ایران است که از مهمترین آثار او می توان به این موارد اشاره کرد: 
- نوایی ویدئوکلیپ «نوایی» مفاهیم هجر و وصال را با لحنی نمادین و شعرگونه در چند ماجرا به‌طور موازی دنبال می‌کند. [۱۶]

- افسانه چشمهایت رامین حیدری فاروقی کارگردان تیزرها و قطعه تصویری آلبوم( افسانه چشمهایت). این مجموعه که تازه‌ترین تیزر تبلیغاتی آن نیز به کارگردانی وی و بازی محسن حسینی منتشر شد، شامل ۱۰ آهنگ در سبک موسیقی کلاسیک ایرانی است [۱۷][۱۸] [۱۹][۲۰]

- مستی مدام ویدئوکلیپ مستی مدام به طراحی و کارگردانی رامین ‌حیدری‌فاروقی و با بازیگری رؤیا نونهالی روی قطعه‌ای به همین‌ نام از آلبوم گاه فراموشی ساخته شده است و تدارکی است برای نقاشی شعر و موسیقی، طوری که خیال را بنوازد. [۲۱]

## مستندها
- مستند «خشت بهشت[۲۲]» بزرگ‌ترین مجموعه مستند تاریخ تلویزیون ایران است، مجموعه ای که در چهل شهر ایران و جهان از قاره‌های مختلف، رابطه متقابل انسان و فضای پیرامونش را از منظر بررسی فلسفه و حکمت، دو مفهوم «زیبایی» و «زشتی» در قالب آسیب شناسی «جامعه‌شناسی توسعه شهری» و اهمیت حفظ «تنوع زیست فرهنگی» بررسی می‌کند. [۲۳][۲۴][۲۵][۲۶]

این مجموعه ۱۰۰۰ دقیقه‌ای در۲۶ قسمت ۴۰ دقیقه‌ای در گروه «فرهنگ، تاریخ و هنر» شبکه یک سیما تولید شده که در طی ۸ سال و در نزدیک به چهل شهر ایران و جهان، در قاره‌های مختلف تولید شده‌است. 
این مستند شاعرانه، سفری حکمی به آفاق است تا از نیاز قدسی بشر به تجربه و خلق زیبایی بگوید. بعضی از پرسش‌های این سفر که در همراهی مسافرانش، مطرح می‌شود، چنین هستند: نقش محیط زیبا درشکل و شخصیت زندگی ما چیست؟ جغرافیا چه تأثیری بر تاریخ گذاشته‌است؟ هویت فردی و اجتماعی چیست و نوع ایرانی- اسلامی آن چگونه شکل گرفته‌است؟.
رؤیا نونهالی، محسن حسینی و پروفسور شریف حسین قاسمی که در مجموعه‌های مستند پیشین، او را در «آفریقا، چین و هند» همراهی کرده بودند، بخش‌هایی از مستند خشت بهشت را همراهی کردند. 
وی این بار، خود در برابر دوربین خشت بهشت قرار گرفته‌است و راهنمای این طولانی‌ترین سفر مستند تلویزیون ایران است. 
شعر، موسیقی، معماری، انواع نقش پردازی و داستان سرایی معرفت اندیش ایرانی – اسلامی و تمام حوزه هنر مقدس، حاصل معاشرت با مفهوم و انواع تجلّی مطلق زیبایی یعنی «بهشت» است. 
- اینجا آفریقاست[۳۲]

این مجموعهٔ مستند به آسیب‌شناسی توسعه در کشورهای آفریقایی می‌پردازد و رابطهٔ متقابل بین اقتصاد، سیاست و فرهنگ را بررسی می‌کند. این مجموعه در ۵۲ قسمت ۳۵ دقیقه‌ای در کشورهای آفریقای جنوبی، زیمبابوه، اتیوپی، تانزانیا و جزیرهٔ خودمختار زنگبار با بازی رؤیا نونهالی ساخته شده‌است. 
- ابر، باد، ماه [۳۶]

در این مستند سعی شده‌است چالش‌های موجود در بخش کشاورزی مورد بررسی قرار گرفته، راه حلی ارائه شود برای پیشنهادی قابل باور و عینی تا کشاورزان سنتی خود را برای پذیرش کشاورزی مدرن مهیا کنند.این مجموعه در ۲۶ قسمت ۳۰ دقیقه‌ای در ایران تولید شده‌است.
- رودی تا بهشت [۳۷]

«رودی تا بهشت» دربارهٔ سابقهٔ روابط دو تمدن ایران و هند است با تأکید بر فرهنگ و هنر و به ویژه ادبیات و معماری مهاجران هنرمند و اندیشمند صوفی و عارف ایرانی که طی قرون متمادی به هند سفر می‌کردند و در دربار گورکانیان در زمینه‌های مختلف به مدیریت مشغول بودند. این پروژه در ۲۶ قسمت ۳۰ دقیقه‌ای در شبه قاره هند تولید شده‌است.
- دیدار [۳۸]

«دیدار» به سراغ آدم‌های موفق در رشته‌های مختلف علمی، فرهنگی و هنری می‌رود، زندگی و آثارشان را نمایش می‌دهد و در گفتگویی دوستانه و خودمانی از آنها می‌پرسد نظرشان دربارهٔ تولد، زندگی و مرگ چیست و اینکه چطور زمان را در زندگی‌شان مدیریت کرده‌اند.
- شرق، دیوار، آفتاب [۳۹]

این پروژهٔ مستند با موضوع فرهنگ مدیریت و مدیریت فرهنگی به رابطهٔ متقابل بین دو تمدن ایران و چین در طول تاریخ می‌پردازد.
«شرق، دیوار، آفتاب» از بازتولید فرهنگی سخن می‌گوید و سعی می‌کند استفاده از سنت در مدیریت مدرن را بررسی کند.
- گره [۴۰]

این مجموعهٔ مستند به بررسی زیبایی‌شناسی نقوش ایرانی می‌پردازد، نقش‌هایی که در نقاط مختلف فرهنگی و جغرافیایی این سرزمین با هم شباهت‌ها و تفاوت‌های تکرارشونده دارند.«گره» ریشهٔ این نقش‌ها و مسیر تغییر و دگرگونی آنها را جستجو می‌کند، از نسبت فرش و معماری می‌گوید و در کنار همهٔ اینها با ارائهٔ یک شخصیت نمایشی با بازی رؤیا نونهالی، ویدئوکلیپ هایی را بر اساس کارآواهای ایرانی ارائه می دهد که شعرها و ترانه های آنها نگاشته رامین حیدری فاروقی است. این مستند در ۲۶ قسمت ۳۰ دقیقه‌ای در ایران تولید شده‌است.